# Uathach
Na mitologia escocesa e irlandesa, Uathach foi a filha de Scáthach. Cú Chulainn, que tinha recentemente chegado no lar-fortaleza de Scáthach para ser seu pupilo, acidentalmente quebrou um dos dedos de Uathach, e o pretendente de Uathach, Cochar Croibhe, o desafiou para um duelo a despeito dos protestos de Uathach. Cú Chulainn o assassinou e tornou-se o amante de Uathach.

Predefinição:Mitologia céltica (Ulster)